# Raumpatrouille Orion – Rücksturz ins Kino
Raumpatrouille Orion – Rücksturz ins Kino ist ein deutscher Kinofilm, der auf der Fernsehserie Raumpatrouille – Die phantastischen Abenteuer des Raumschiffes Orion basiert. Kinostart war der 24. Juli 2003.
Der Kinofilm, mit dem an den Erfolg der Fernsehserie angeknüpft werden sollte, ist ein Zusammenschnitt aus deren sieben Folgen. Die Reihe wurde vor allem in den dritten Programmen der ARD mehrfach wiederholt; gelegentlich wurde Raumpatrouille auch im Privatfernsehen ausgestrahlt. 
Im Kinofilm wurde die „Sternenschau“ mit der Sprecherin Helma Krap, gespielt von Elke Heidenreich, in Form von Zwischensequenzen eingebaut. Krap verliest Meldungen, die teilweise der Handlung vorgreifen. Der Film berücksichtigt drei der sieben Orion-Abenteuer: Angriff aus dem All, Planet außer Kurs und Invasion, zudem wurden Ausschnitte anderer Folgen eingefügt. 
Peter Thomas, Komponist der Original-Titelmelodie, arrangierte seine Kompositionen für den Film zum Teil neu. Das in der Serie von Claus Biederstaedt gesprochene Intro wird hier von Ben Becker gesprochen. Es gibt einige Unstimmigkeiten bei den Kostümen der Schauspieler, da im Film aufeinander folgende Szenen nicht aus derselben Originalsequenz stammen.
Der eigentliche Film heißt wie die Serie: Raumpatrouille – Die phantastischen Abenteuer des Raumschiffes Orion. Der propagierte Titel Raumpatrouille Orion – Rücksturz ins Kino wird erst im Abspann in kleinerer Schrift gezeigt.

## Kurioses
Für den Begriff „Frogs“ für die feindlichen Außerirdischen wurde nachträglich das Akronym „Feindliche Raumverbände Ohne Galaktische Seriennummer“ erfunden. Dies steht im Widerspruch zur Erklärung in der Startfolge der Serie: Dort erläutert Astrogator Atan Shubashi, dass die „Frogs“ von der Orion-Besatzung zunächst „Frösche“ getauft wurden, was dann aber zu vertraut klang, so dass sie letztlich den Namen „Frogs“ bekamen.
Ebenso wurde der in der Serie namenlose Tanz im Casino für den Film „Galyxo“ getauft.

## Kritik
„Wasserhähne in Alu gepackt als Armaturrequisiten, Plastikbecher als Deckendekoration, Bügeleisen als Waffen, schnitte Anzüge und Frisuren, futuristische Klänge vom Peter Thomas’ Sound-Orchester, hohle Dialoge und eine Story ums Überleben der Menschheit und ums Overkillen der Gegner. Technisch fürs Kino aufgearbeitet kann sich nun ein jeder davon überzeugen, warum die Sciencefiction-Serie vor allem wegen der unfreiwilligen Komik längst Kultstatus besitzt. Neu dabei: Elke Heidenreich als ‚Sternenschau‘-Moderatorin Helma Krap.“